# Aloaceae

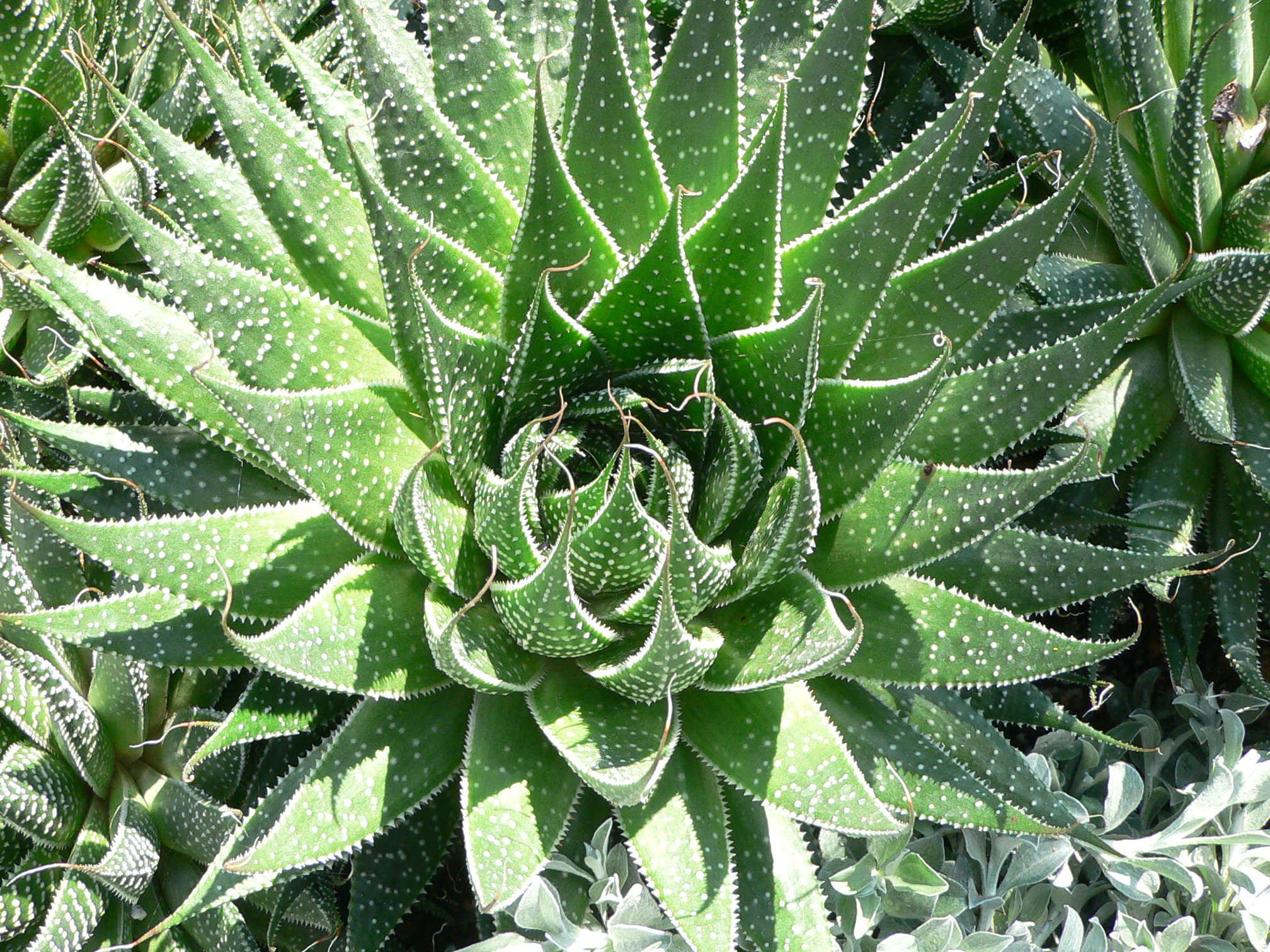
Aloe aristata.

Aloaceae Batsch (1802) foi uma família monotípoca de plantas com flor cujo único género era Aloe (ou Aloë). Com o advento das classificações de base filogenética foi incorporada noutros táxons, sendo presentemente, de acordo com o sistema APG IV, parte da subfamília Asphodeloideae da família Asphodelaceae.